# Malimbus
Malimbus es un género de aves paseriformes perteneciente a la familia Ploceidae.

## Especies
El género tiene las siguientes especies:
- Malimbus ballmanni – malimbo de gola;
- Malimbus cassini – malimbo de Cassin;
- Malimbus coronatus – malimbo coronado;
- Malimbus erythrogaster – malimbo ventrirrojo;
- Malimbus ibadanensis – malimbo de Ibadán;
- Malimbus malimbicus – malimbo crestado;
- Malimbus nitens – malimbo piquiazul;
- Malimbus racheliae – malimbo de Rachel;
- Malimbus rubricollis – malimbo cabecirrojo;;
- Malimbus scutatus – malimbo culirrojo.